# Юрченков, Александр Юрьевич
Александр Юрьевич Юрченков (23 мая 1973) — российский футболист, защитник, игрок в мини-футбол.
В первенстве России по футболу играл в командах первой (1993, 1995—1997) и второй (1992, 1994, 1998—1999) лиг «Космос-Кировец» СПб (1992), «Дружба» Майкоп (1993), «Локомотив» СПб (1994), «Луч» Владивосток (1995—1999). В 2000 году играл в первенстве КФК за «Динамо-Стройимпульс» СПб.
В чемпионате России по мини-футболу в сезоне 1993/94 в составе петербургского «Галакса» провёл 28 игр, забил 9 мячей.